# نظام‌الدین دانشور
نظام‌الدین دانشور (زاده ۱۳۲۶ در مرند - درگذشت ۱۳۸۶)شیمی‌دان و از بنیانگذاران رشته شیمی کاربردی در ایران محسوب می‌شود. از آثار او می‌توان ترجمه کتاب اصول کنترل کیفیت آب را نام برد که در سال ۱۳۸۴ به عنوان کتاب برگزیده سال کشور انتخاب شد. وی بر اساس آمار مؤسسه اطلاعات علمی ISI 44 در ردیف برجسته‌ترین پژوهشگران جهان قرار گرفت. او در ۲۱ شهریورماه سال ۱۳۸۶ درگذشت.

## زندگی
وی در سال۱۳۲۶ در شهرستان مرند به دنیا آمد و پس از اتمام تحصیلات ابتدایی در دبستان فرخی، دیپلم خود را در سال ۱۳۴۴ از دبیرستان فردوسی تبریز اخذ کرد.

## حرفه
دانشور مدرک کارشناسی ارشد خود را در سال ۱۳۵۰ در رشته مهندسی شیمی از دانشگاه فنی استانبول و کارشناسی ارشد شیمی معدنی را در سال ۱۳۵۶ از دانشگاه نیوکاسل انگلستان دریافت کرد و در سال ۱۳۶۰ موفق به گرفتن دکترا از همین دانشگاه گشت و از سال ۱۳۵۰ و هیئت علمی دانشگاه تبریز بوده‌است.

## آثار
- ترجمه کتاب اصول کنترل کیفیت آب[۵]
- شیمی تصفیه آب و پسابهای صنعتی

## افتخارات
- پژوهشگر نمونه آذربایجان شرقی، در سال ۱۳۸۲
- پژوهشگر برتر دانشگاه تبریز، سال ۱۳۸۳